# Fallbach (Inn, Baumkirchen)
Der Fallbach ist ein rund 5 km langer linker Zufluss des Inns bei Baumkirchen in Tirol. Er ist nicht zu verwechseln mit dem gleichnamigen Bach, der in Innsbruck ebenfalls von links in den Inn mündet.

## Geographie

### Verlauf

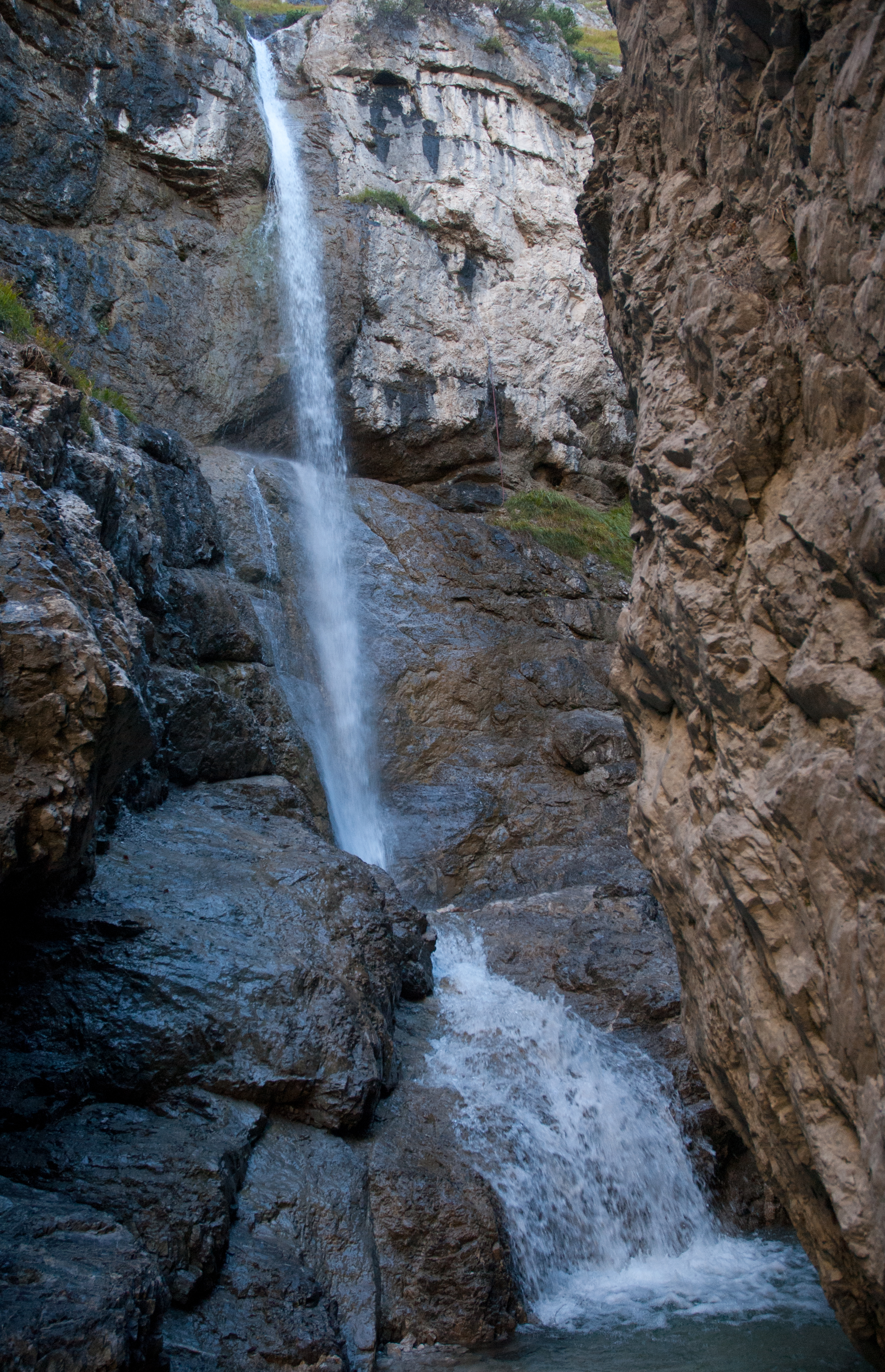
Der Fallbach-Wasserfall

Der Bach entspringt unterhalb des Fallbachkars in der Gleirsch-Halltal-Kette im Gemeindegebiet von Absam und verläuft zunächst in südlicher Richtung, dabei stürzt er kaskadenartig rund 200 Meter über steile Felswände ab. Außer bei Hochwasser versickert der Bach unterhalb der Wasserfälle und fließt als Grundwasserstrom oberhalb der stauenden Grundmoräne weiter, ehe er im Baumkirchner Tal zwischen 750 und 650 Meter Seehöhe in verschiedenen Quellen wieder an die Oberfläche kommt. Von dort, unterhalb des Gnadenwalder Plateaus, fließt er in südöstlicher Richtung durch das Baumkirchner Tal, anschließend durch den Dorfkern von Baumkirchen und mündet südlich davon in den Inn. Kurz davor quert er die Bahnstrecke, wobei er zwischen der bestehenden oberirdischen und der für die Neue Unterinntalbahn errichteten Unterflurtrasse hindurchläuft.	
Der Oberlauf befindet sich im Landschaftsschutzgebiet Vorberg, das wiederum einen Teil des Alpenparks Karwendel bildet.

### Einzugsgebiet
Das Einzugsgebiet des Fallbachs ist 7,8 km² groß und erstreckt sich über mehr als 2100 Höhenmeter bis zu einem rund 2705 m ü. A. hohen Punkt östlich des Großen Bettelwurfs.
Bei starken Niederschlägen kann der Bach viel Geschiebe mit sich führen. In der Vergangenheit, so in den Jahren 1905, 1923, 1950, 1952, 2003 und 2010, haben Vermurungen  größere Schäden in Baumkirchen verursacht.
Zum Schutz des Dorfes, der Trinkwasserquellen und der Bahnstrecke, zwischen deren ober- und unterirdischer Trasse der Fallbach kurz vor seiner Mündung hindurchläuft, wurden oberhalb von Baumkirchen eine Geschiebesperre und ein Rückhaltebecken mit einem Fassungsvermögen von 6000 m³ errichtet.

### Zuflüsse
- Mitterriessbach, links